# وریتاس

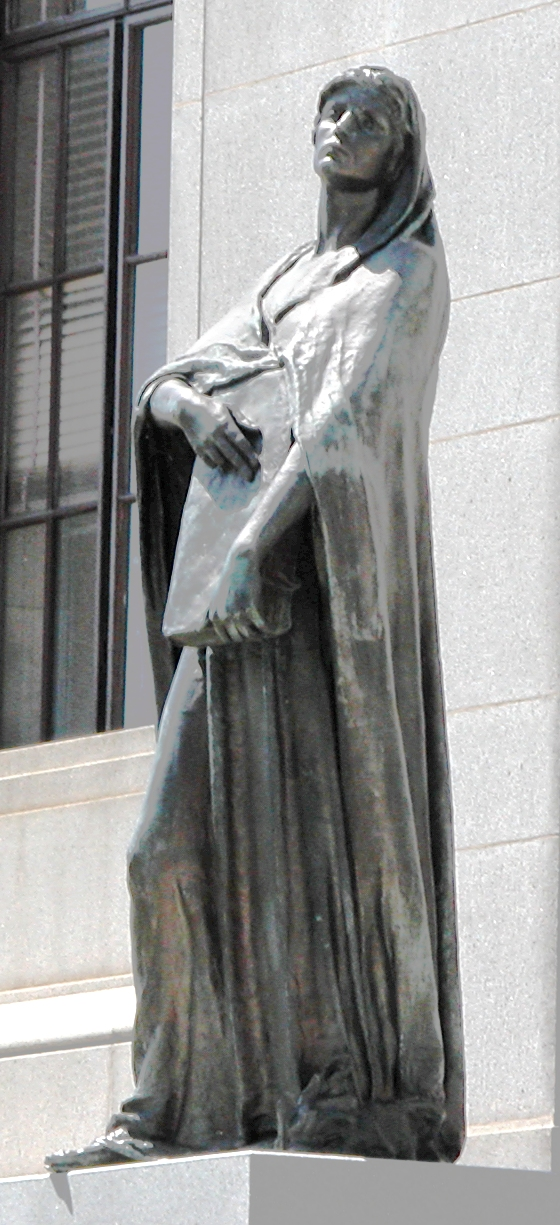
مجسمه وریتاس در محوطه خارجی دادگاه عالی کانادا

وریتاس (به لاتین: Veritas) در اساطیر رومی به معنای حقیقت، ایزدبانو یا الهه حقیقت بود، وی یکی از دختران ساتورن و مادر ویرتوئه (پاکدامنی) محسوب می‌شد. اعتقاد بر این است که او در کف یا انتهای یک چاه مقدس مخفی شده بود، چرا که او [همچون خود حقیقت]، بسیار گریزان و دور از دسترس بود. تصویر او به صورت یک دختر جوان باکره در جامه‌ای سرتاپا سفید نشان داده شده‌است. وریتاس هچنین نامی بود که به هر رومی که واجد فضیلت راستگویی بود، داده می‌شد چرا که این فضیلت یکی از ارزشهای اصلی‌ای در نظر گرفته می‌شد که هر رومی خوب می‌بایست واجد آن باشد. در اساطیر یونانی، وریتاس با عنوان آلتئیا شناخته شده بود.
واژه لاتین وریتاس در حال حاضر به شعار نمادین بسیاری از کالجها و دانشگاههای جهان تبدیل شده‌است. وریتاس، در حال حاضر شعار دانشگاه بیلکنت، دانشگاه هاروارد، دانشگاه دریک، و کالج معتبر و مدرسه مستقل اسکاتلندی موسوم به فتیز کالج می‌باشد، و همچنین بنا به سفارش و درخواست کالج دومینیکن از کلیسای کاتولیک روم، و همین‌طور پروویدنس کالج آن، این شعار توسط کالج‌های دومنیکن نیز مورد استفاده قرار گرفته‌است. کالج کالدول که در کالدول نیوجرسی واقع است، جایزه‌ای موسوم به «جایزه وریتاس» ترتیب داده‌است که همه ساله به افتخار خواهران دومینیکن که در تأسیس و اداره دانشگاه نقش داشته‌اند، اعطا می‌گردد. کلمه وریتاس، همچنین در شعار مخصوص دانشگاه ایندیانا و دانشگاه ییل نیز، به صورت عبارت: Lux et Veritas که به معنای «نور و حقیقت» است، به چشم می‌خورد. همچنین این واژه در شعار دانشگاه ایالتی کالیفرنیا با عبارت: Vox Veritas Vita ظاهر شده‌است که ترجمه آن، این است: «با حقیقت سخن گفتن، راهی برای زیستن». به همین ترتیب، عبارت Veritas Curat به معنای «حقیقت درمان دردها»، شعار مؤسسه یا انستیتوی پزشکی آموزشی و پژوهشی جواهر لعل نهرو، و دانشکده پزشکی مهم و برجسته پوندیچری واقع در هند می‌باشد. دانشگاه هاروارد واقع در ماساچوست نیز، با شعار Veritas et Utilitas، که ترجمه آن «حقیقت و خدمت» می‌شود، به فعالیت خویش ادامه می‌دهد.